# Думітраш Крісті Васильович
Крі́сті Васи́льович Думітра́ш — сержант Збройних сил України, учасник російсько-української війни. Командир 3-го десантно-штурмового відділення 1-ї десантно-штурмової роти військової частини А2582.
Проживає в місті Чернівці.

## Нагороди та вшанування
- Указом Президента України № 854/2019 від 20 листопада 2019 року за «особисту мужність і самовіддані дії, виявлені у захисті державного суверенітету та територіальної цілісності України, зразкове виконання військового обов'язку та з нагоди Дня Десантно-штурмових військ Збройних Сил України» нагороджений орденом «За мужність» III ступеня[2].
- Розпорядженням Чернівецької обласної державної адміністрації від 6 грудня 2019 року нагороджений ювілейною відзнакою «100 років Буковинському віче»[1].